# 佩内坦
佩内坦（法語：Pénestin，法語發音：[penetɛ̃]）是法国莫尔比昂省的一个市镇，属于瓦讷区。

## 地名
该地名“Pénestin”发音为[penetɛ̃]，字母“s”不发音，《世界地名翻译大辞典》与《世界地名译名词典》将其误译作“佩内斯坦”。

## 地理
佩内坦（47°28'58"N, 2°28'28"W）面积21.69 平方千米，位于法国布列塔尼大區莫尔比昂省，该省份为法国西北部沿海省份，位于布列塔尼半岛南部，北起阿摩尔滨海省、西接菲尼斯泰尔省，南濒大西洋，东南接大西洋卢瓦尔省，东临伊勒-维莱讷省。
与佩内坦接壤的市镇（或旧市镇、城区）包括：阿尔扎勒、卡莫埃勒、阿塞拉克。
佩内坦的时区为UTC+01:00、UTC+02:00（夏令时）。

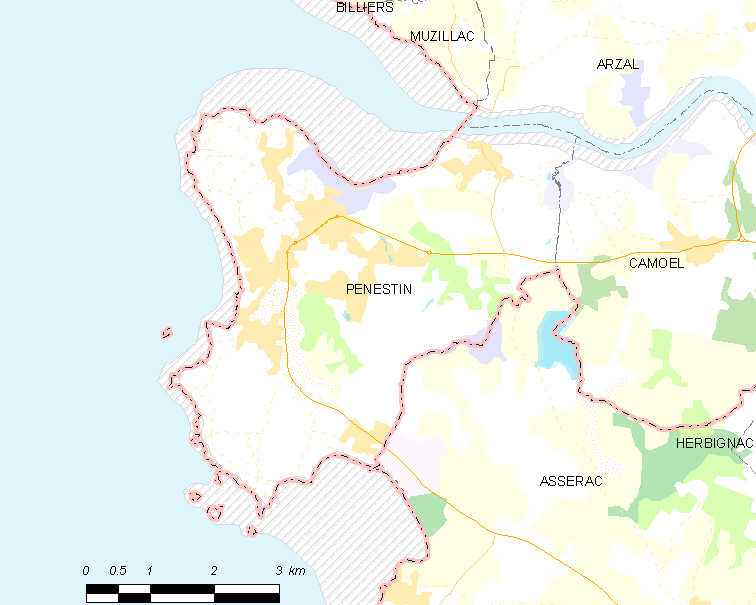
佩内坦的OSM定位图

## 行政
佩内坦的邮政编码为56760，INSEE市镇编码为56155。

## 政治
佩内坦所属的省级选区为米济亚克县。

## 人口

1962-2008年间佩内坦人口变化图示

佩内坦于2022年1月1日时的人口数量为2057人。